# Rise Up (Yves Larock)
Rise Up è un singolo house del disc jockey e produttore svizzero Yves Larock. Pubblicato nel 2007, il brano ha ottenuto un notevole successo di vendite nell'estate del 2008, raggiungendo ottimi risultati nelle classifiche di diversi paesi europei.

## Tracce
Digital download
1. Rise Up (Radio Edit)

CD single
1. Rise Up (Radio Edit)
2. Rise Up (Vandalism Remix)

EP
1. Rise Up (Radio Edit)
2. Rise Up (Raul Rincon Remix)
3. Rise Up (Extended Mix)
4. Rise Up (Harry 'Choo Choo' Romero Remix)
5. Rise Up (Harry 'Choo Choo' Romero Dub)
6. Rise Up (violin_remix)

## Classifiche
| Classifica (2007) | Posizione raggiunta |
| ----------------- | ------------------- |
| Portogallo        | 2                   |
| Finlandia         | 3                   |
| Paesi Bassi       | 5                   |
| Bulgaria          | 5                   |
| Francia           | 8                   |
| Belgio (Fiandre)  | 10                  |
| Regno Unito       | 13                  |
| Svizzera          | 16                  |
| Belgio (Vallonia) | 29                  |
| Irlanda           | 31                  |
| Svezia            | 32                  |
| Italia            | 48                  |
| Austria           | 58                  |
| Germania          | 72                  |